# René Habachi
 (février 2016).
Si vous disposez d'ouvrages ou d'articles de référence ou si vous connaissez des sites web de qualité traitant du thème abordé ici, merci de compléter l'article en donnant les références utiles à sa vérifiabilité et en les liant à la section « Notes et références ».
René Marc Habachi (6 septembre 1915 au Caire - 11 février 2003 à Paris) est un philosophe syro-libanais d'Égypte. 

## Carrière
Fils du Dr Marc Habashi, René Habachi a obtenu une licence en philosophie à l'Université de Grenoble. Copte, il s'est converti au catholicisme romain.
De 1953 à 1969, il a été professeur de philosophie à l'Université américaine de Beyrouth, à l'Université libanaise de Beyrouth et à l'Université Saint-Joseph de Beyrouth. 
Il a fondé l'Institut des sciences sociales de l'université libanaise de Beyrouth, avec l'aide de l'UNESCO et a fondé l'Institut de philosophie du Caire. Il a été directeur-adjoint du Centre de formation des cadres supérieurs de l'enseignement dans les États arabes.
Il a, en outre, le président de la section philosophie de l'UNESCO à Paris.
La recherche philosophique de René Habachi tente une réconciliation entre la pensée orientale et la pensée occidentale dans une ligne de fidélité méditerranéenne. Influencé par la pensée d'Emmanuel Mounier, il a présenté un personnalisme, basé sur la spiritualité du monde méditerranéen.